# Zersägen

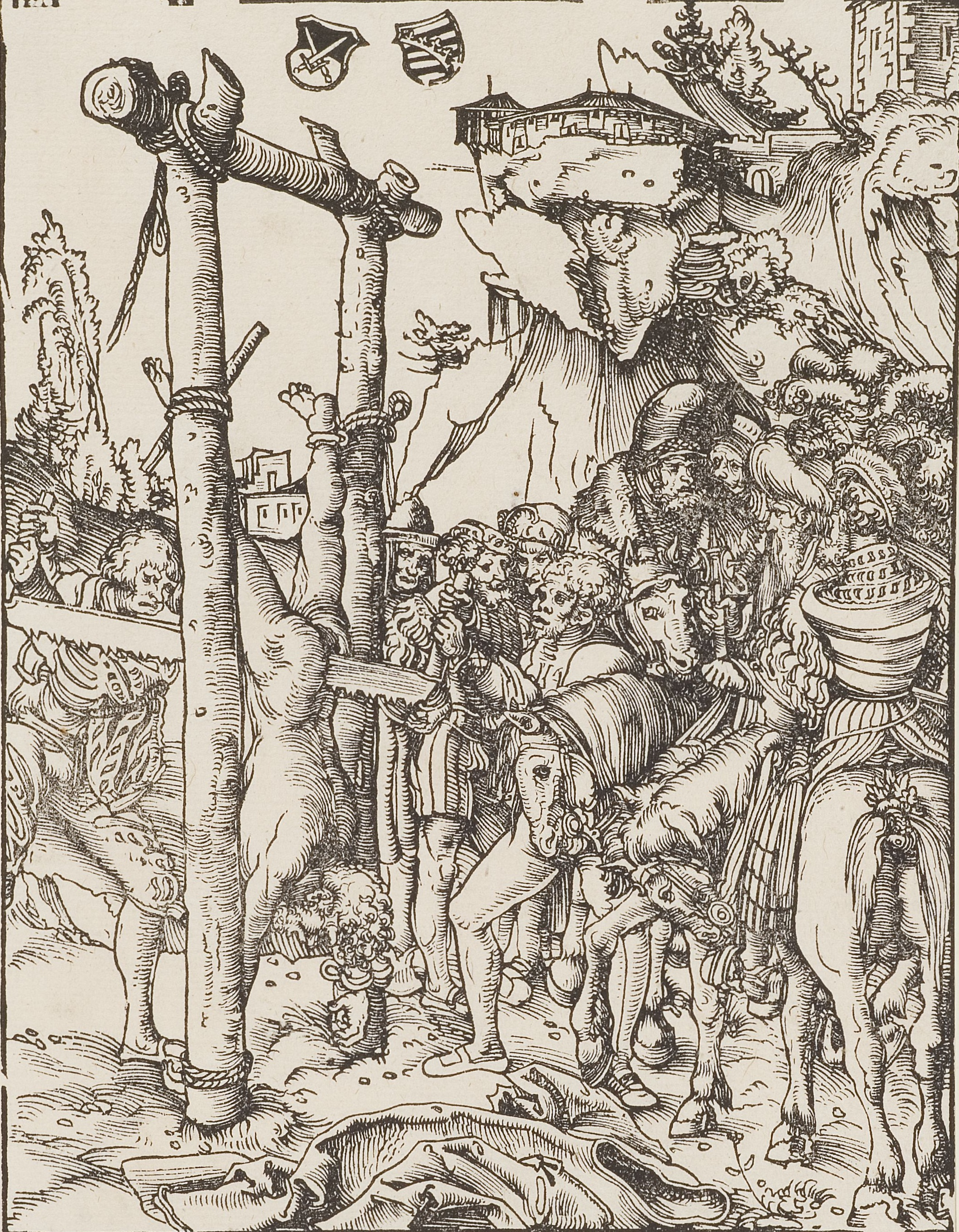
Zersägen des Heiligen Simon. Holzschnitt von Lucas Cranach d. Ä. (um 1512)

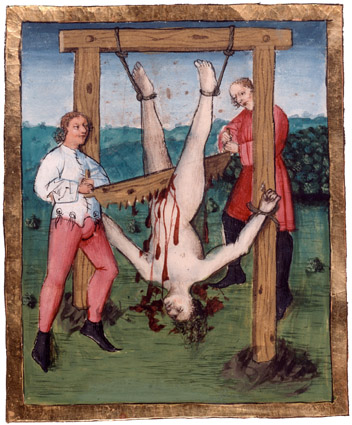
Illustration aus Benoît de Sainte-Maures Trojaroman (um 1350)

Das Zersägen ist eine Marter- und Hinrichtungsart, von der etliche Heiligenlegenden berichten. Vermutlich ist eine derartige Strafe jedoch niemals verhängt worden.

## Durchführung
Nach einer Version der Legende des Heiligen Simon soll dieser in Persien, wo er das Evangelium verkündete, zersägt worden sein. Das Zersägen soll auch ein Teil des Martyriums des Heiligen Sarvelos (Sarbiles) gewesen sein. Dieser war nach der Legende ein Zauberer in Edessa (heute Şanliurfa, Türkei), der nach seiner Bekehrung zum Christentum durch den römischen Statthalter Lysias gefoltert wurde. Er soll mit Ruten geschlagen, mit Nägeln durchbohrt, mit Fackeln gebrannt und schließlich eben zersägt worden sein, was ihm auf wundersame Weise nichts hätte anhaben können. Lysias ließ ihn schließlich enthaupten. Beim Zersägen wäre der entkleidete Verurteilte kopfüber mit gespreizten Beinen in einen Rahmen gespannt oder zwischen zwei Pfählen (auch Baumstämmen) an Hand- und Fußgelenken festgebunden worden. Als Instrument der Exekution diente angeblich eine scharfzahnige, von zwei Menschen geführte Baumsäge. Damit hätten Henker und Assistent zwischen den Beinen des Verurteilten angesetzt und ihn schließlich vom Schritt beginnend der Länge nach entzweigesägt, ähnlich wie auf der Darstellung Cranachs.